# Реакція Лейкарта
Реакція Лейкарта (англ. Leuckart reaction) —
- 1. Синтез тіофенолів із солей діазонію дією ксантогенатів з наступним гідролізом; при термічному розкладі проміжних діазаксантогенатів утворюються естери тіофенолів.

ArN2Cl —а→ Ar–N=N–S–C(S)OCR →→ Ar–S–C(S)OR —b→ Ar–SK —c→ Ar–SH
a: KSCSOR, [Cu++]; b: KOH; c: H+
- 2. Відновне амінування альдегідів або кетонів форміатом амонію, формамідом або їх N-заміщеними (150 °С; HCl), часто із застосуванням каталізаторів (Ni, Co, Fe, Pt, Cu), внаслідок якого одержуються аміни (первинні, вторинні, третинні, залежно від заміщеності аміногрупи реагенту).

R2С=О + 2HCOONH4 → R2СH–NHCHO + NH3 + CO2 + 2H2O
R2СH–NHCHO _H2O→ R2СH–NH2 + HCOOH.